# Grim Justice
Grim Justice er en britisk stumfilm fra 1916 af Laurence Trimble.

## Medvirkende
- Florence Turner som Chrystal Transom.
- Henry Edwards som Gideon Midhurst.
- Malcolm Cherry som James Midhurst.
- Winnington Barnes som Jude Transom.
- Una Venning som Drucilla Midhurst.